# Гіллсайд-Ейкерс (Техас)
Гіллсайд-Ейкерс (англ. Hillside Acres) — переписна місцевість (CDP) в США, в окрузі Вебб штату Техас. Населення — 3 особи (2020).

## Географія
Гіллсайд-Ейкерс розташований за координатами 27°40′34″ пн. ш. 99°10′40″ зх. д. / 27.67611° пн. ш. 99.17778° зх. д. (27.676161, -99.177713).  За даними Бюро перепису населення США в 2010 році переписна місцевість мала площу 0,61 км², уся площа — суходіл.

## Демографія
Згідно з переписом 2010 року, у переписній місцевості мешкало 30 осіб у 10 домогосподарствах у складі 9 родин. Густота населення становила 49 осіб/км².  Було 15 помешкань (24/км²).
Расовий склад населення:
| - 100,0 % — білих |

До двох чи більше рас належало 0,0 %. Частка іспаномовних становила 100,0 % від усіх жителів.
За віковим діапазоном населення розподілялося таким чином: 20,0 % — особи молодші 18 років, 80,0 % — особи у віці 18—64 років, 0,0 % — особи у віці 65 років та старші. Медіана віку мешканця становила 33,0 року. На 100 осіб жіночої статі у переписній місцевості припадало 150,0 чоловіків;  на 100 жінок у віці від 18 років та старших — 118,2 чоловіків також старших 18 років.
Цивільне працевлаштоване населення становило 0 осіб. 